# Loxura fuconius
Loxura fuconius är en fjärilsart som beskrevs av Hans Fruhstorfer 1912. Loxura fuconius ingår i släktet Loxura och familjen juvelvingar. Inga underarter finns listade i Catalogue of Life.